# عفريسيات
عفريسيات (الاسم العلمي: Actinophryida)، رتبة حوينات من الشمسيات، وهي مجموعة متعددة العرقيات من السوطيات القشية، ولها علاقة وثيقة مع البيدنيليات والسيليوفرس. وهي شائعة في المياه العذبة وتوجد أحيانًا في الموائل البحرية والترابية. العفريسيات هي أحادية الخلية وكروية الشكل تقريبًا، مع وجود العديد من الأقدام الكاذبة المحورية التي تشع إلى الخارج من جسم الخلية. الأقدام الكاذبة المحورية هي نوع من الأقدام الكاذبة التي تدعمها مئات من الأنابيب الدقيقة مرتبة في حلزونات متشابكة وتشكل بنية داخلية تشبه الإبرة أو محور عصبي. الحُبيبات الصغيرة، الإكستروزومات (جُسيمات خارجية)، التي تقع تحت غشاء الجسم والأقدام الكاذبة المحورية تلتقط السوطيات والهدبيات والتوالانيات الصغيرة التي تتلامس مع الذراعين
.